# セントポール (ミネソタ州)
セントポール（Saint Paul [ˌseɪnt ˈpɔːl]）は、アメリカ合衆国ミネソタ州の州都。人口は31万1527人（2020年）で、ミネアポリスに次ぐ州第2の都市である。市名は1841年に建てられたセント・ポール大聖堂に由来している。セントポールと西に隣接するミネアポリスは "Twin Cities"（双子の都市）と呼ばれる。命名のゆえんは、ミネアポリスが州の経済・文化の中心であり、セントポールがミネソタ州会議事堂や州の各種機関が集まる州の政治の中心地であるとの事情にある。この「双子の都市」および近隣のブルーミントン、セントクラウドなどを含んだミネアポリス・セントポール都市圏は約360万人の人口を抱える。長崎市とは日米初の姉妹都市を提携した関係がある。

## 歴史

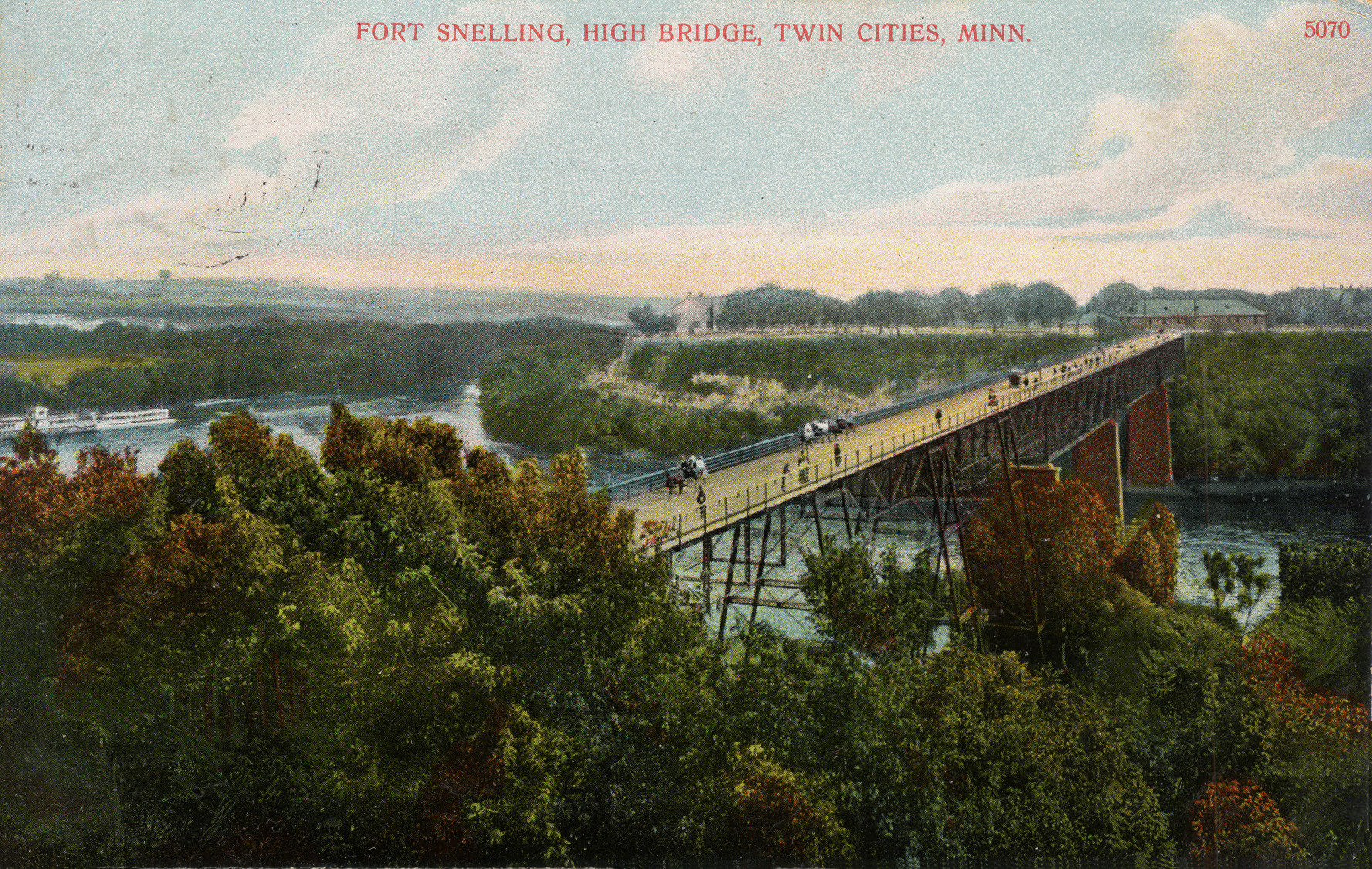
スネリング砦とセントポールを結ぶ橋、1880年

2,000年ほど前、この一帯には古代のネイティブ・アメリカンによるホープウェル文化が花開いていた。彼らが土葬を行った塚は、現在ではインディアン・マウンド・パークとして残っている。その後、1600年頃から1837年にかけてこの地に住み着いていたダコタ族はその塚の近くに住居を構え、土葬を行うのにその塚を用いた。19世紀初頭、毛皮取引商人、探検家、宣教師などのグループがスネリング砦の守りとしてこの地にやってきた。彼ら初期の移民の多くはカナダから南下してきたフランス系であった。
初期の入植者はミシシッピ川とミネソタ川の合流点近くに建つ砦の近くに住んでいた。やがてウイスキーの取引が盛んになってくると、それまで砦の守りについていた軍人をあまり快く思っていなかったピエール・パラント(en)によって、軍人は砦の管轄下にあった土地から追い出された。ピエール・パラントは毛皮商人から転身した酒商人で、Pig's Eye（豚の目）という異名を持っていた。1820年頃、この地はネイティブ・アメリカン、ヨーロッパ人の入植者、アメリカ人の軍人が混住する、西部開拓時代の辺境の地であった。1820年代前半のこの地は「ピッグズ・アイ・ランディング」（Pig's Eye Landing）と呼ばれ、西へと向かう入植者たちの目的地、また重要な交易拠点となっていた。1837年、ヘンリー・スクールクラフトとおよそ200人のダコタ族との間に交わされた条約により、入植者たちにこの地が開かれる一方で、ネイティブ・アメリカンはこの地を追われた。この条約が成立すると、東からも移民がこの地にやってきた。

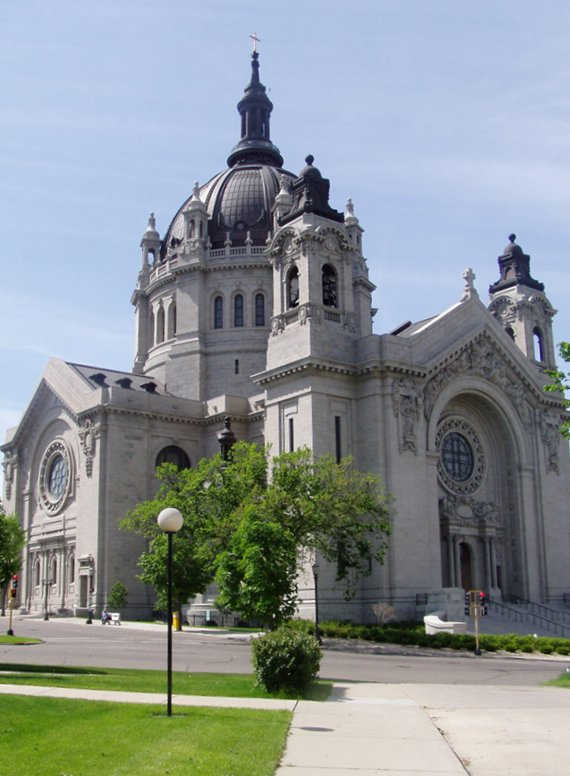
セントポール大聖堂。現在の建物は1915年に完成した。

1841年、カトリックのガルティア神父はこの地にセントポール大聖堂を建てた。このとき、ガルティア神父が最も敬う聖人の名を冠したこの大聖堂から名を取り、入植地の名が現在のセントポールに改められた。1847年にはニューヨーク出身のハリエット・ビショップがセントポール初の学校を開校した。1856年には、ドイツ系ユダヤ人の開拓者がセントポール初のシナゴーグを設立した。
1849年にミネソタ準州が成立すると、翌1850年にはセントポールが準州の州都になった。その後しばらくしてセントピーターに州都を移す法案がミネソタ州議会にて提案・可決され、議長の決定を待つのみとなったが、議長を務めていたジョー・ロレットが法案を持って失踪し、会期終了まで身を隠していたため廃案となり、州都はセントポールにとどまった。1854年、セントポールは正式な市になった。1858年にはミネソタ州が連邦32番目の州に昇格し、セントポールがその州都になった。
セントポールが通商・交通の中心地となっていった要因のひとつに地理的条件があった。この周辺でのミシシッピ川の両岸には切り立った崖が続く。セントポールはランバーツ・ランディングと呼ばれる、セント・アンソニー滝の約22km下流にある、船をつけることのできる最上流の岸に形成された。セント・アンソニー滝を利用して粉挽き産業が発展していったミネアポリスに対し、セントポールはそういった地形を活かし、当時辺境の地であったミネソタや南北ダコタへの玄関口としての役割を担った。1958年には1,000隻以上の蒸気船が客の乗降や貨物の積降のためにセントポールに停泊した。やがてセントポールを拠点としてグレート・ノーザン鉄道やノーザン・パシフィック鉄道などの鉄道が開通すると、ミネソタと南北ダコタとを分かつレッド川流域へと通ずる道路網が整備されていった。100年以上にわたって、セントポールは辺境の町であり、鉄道の町であった。しかし今日では、セントポールは商業都市として、そして州都としての機能のほうが強い。セントポールはThe Last City of the East（東部最後の街）と呼ばれている。

## 地理
セントポールは北緯44度56分39秒 西経93度5分34秒 / 北緯44.94417度 西経93.09278度に位置している。アメリカ合衆国統計局によると、セントポール市は総面積145.5km²（56.2mi²）である。そのうち136.7km²（52.8mi²）が陸地で8.8km²（3.4mi²）が水域である。総面積の6.07%が水域となっている。市の標高は214mで、ミネアポリスよりかなり下がる。
セントポールはミネソタ州の東部に位置している。ミシシッピ川は市の西から南西、南東へと流れ、市境を形成している。西にはミネアポリスが隣接している。ミネアポリス・セントポル両市のダウンタウン間は約16kmである。そのほか、北側にはファルコンハイツ、ローダーデール、ローズビル、メープルウッドといった郊外都市がひしめいている。メープルウッドはセントポールの東側にもその市域が広がっている。ミシシッピ川を隔てた南側にはウェストセントポール、サウスセントポール、リリーデール、メンドータ、メンドータハイツの各市が位置している。
ミネソタ州はLand of 10,000 Lakes（1万の湖の地）と呼ばれるほど湖の多い州として知られているが、セントポールの周辺にも大小の湖が散りばめられたように存在する。その中でも大きいものにはピッグス・アイ湖、ファレン湖、コモ湖などがある。
セントポールの気候は中西部でも北のほうにあたる、アッパー・ミッドウェストと呼ばれる地域における典型的な気候である。乾燥して寒い冬と温暖で時折蒸し暑くなる夏に特徴付けられ、また気温の年較差が大きいという内陸性の気候である。冬の寒さは厳しく、最高気温でも摂氏0度に満たない日が続き、夜は氷点下15度まで下がる。ケッペンの気候区分では冷帯湿潤気候（Dfa）に属する。ミネアポリス・セントポール都市圏の平均気温は摂氏7度ほどで、アメリカ合衆国本土の主要都市圏の中では最も低い。セントポールの気候に関してはミネアポリス#地理も参照のこと。

## 政治
ミネアポリス・セントポールは民主党のミネソタ支部であるミネソタ民主農民労働党（DFL）の勢力が強い。2018年現在のセントポール市長もミネアポリス市長同様DFL所属である。また歴代市長のうち3人がアイルランド出身であり、現在の市長もアイルランド系である。市議会は市を7つに分けた各地区の代表1人ずつ、計7人の議員から構成されている。
ミネソタ州の州都であるセントポールには州の機関が集中している。市のシンボルともなっているミネソタ州会議事堂はセントポールのダウンタウンの北西部に立地している。ミネソタ州会議事堂はミネソタ州上院・下院の各議院のほか、司法長官や州知事の執務室を備えている。同議事堂はミネソタ州最高裁判所の法廷も併設しているが、ほとんどの裁判は隣接するミネソタ司法センター内にある法廷で行われる。カス・ギルバートの設計によるルネサンス調のこの議事堂は1905年に建てられ、1972年に国家歴史登録財に指定された。議事堂の建物のモデルとなったのはバチカン市国のサン・ピエトロ大聖堂であった。ダウンタウンの西約5km、サミット通りにある ミネソタ州知事官邸も国家歴史登録財に指定されている。1910年に建てられたこのチューダー調の官邸はミネアポリスの建築家、ウィリアム・チャニング・ホイットニーが設計した。
セントポールはアメリカ合衆国下院のミネソタ第4選挙区に属している。同選挙区は1949年までは共和党が概ね強かったが、それ以降は民主党およびDFLの勢力が非常に強い。また進歩の気風が圧倒的に強く、進歩主義92% に対し、保守はわずか4% というバランスになっている。
セントポールにあるエクセル・エナジー・センターでは2008年9月に共和党の党大会が行われた。2007年9月26日、立候補していた他の3都市、クリーブランド、ニューヨーク、タンパを蹴って開催地をセントポールに決定した。その決定を受けて、民主党は党大会をミネアポリス・セントポールで行うことを断念し、ニューヨークとデンバーのいずれかから選ぶことになった。ミネアポリス・セントポールで共和党の党大会が開かれるのは1892年以来、116年ぶり2度目のことであった。

## 経済

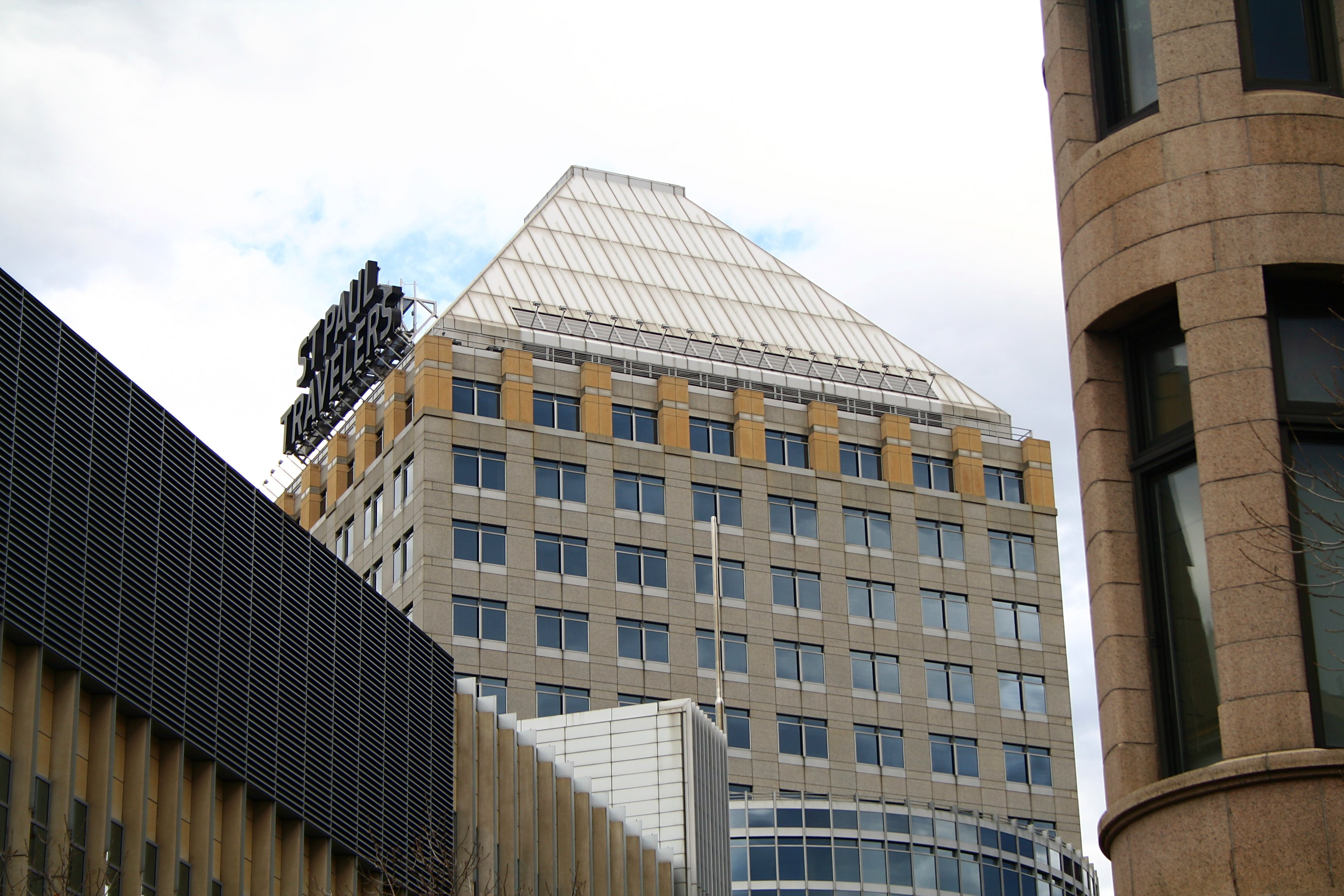
トラベラーズ本社ビル

政治面では州の中枢であるセントポールだが、経済面では地方中枢都市であるミネアポリスのほうが一歩抜きん出ている。ターゲットをはじめとするミネアポリス・セントポール都市圏の主要企業の多くはミネアポリスに本社ないし重要拠点を構えている。セントポールに本社を構える主な企業としては、保険大手のトラベラーズ、医療機器製造のセント・ジュード・メディカル、化学・衛生製品のエコラボ、医科・歯科・獣医科用品のパターソン・デンタル、相互会社のミネソタ・ライフ、ビジネス用ソフトウェアのローソン・ソフトウェア、アウトドア用品のガンダー・マウンテンなどが挙げられる。またメープルウッドには3Mが本社を置いている。
市の雇用は保健部門（男性6%、女性16%）、教育サービス部門（男性7%、女性13%）、金融・保険部門（男性6%、女性6%）、プロフェッショナル・科学技術部門（男性8%、女性6%）などによって支えられている。また州都らしく行政部門の比率も高く、男性5%、女性6%にのぼる。

## 交通

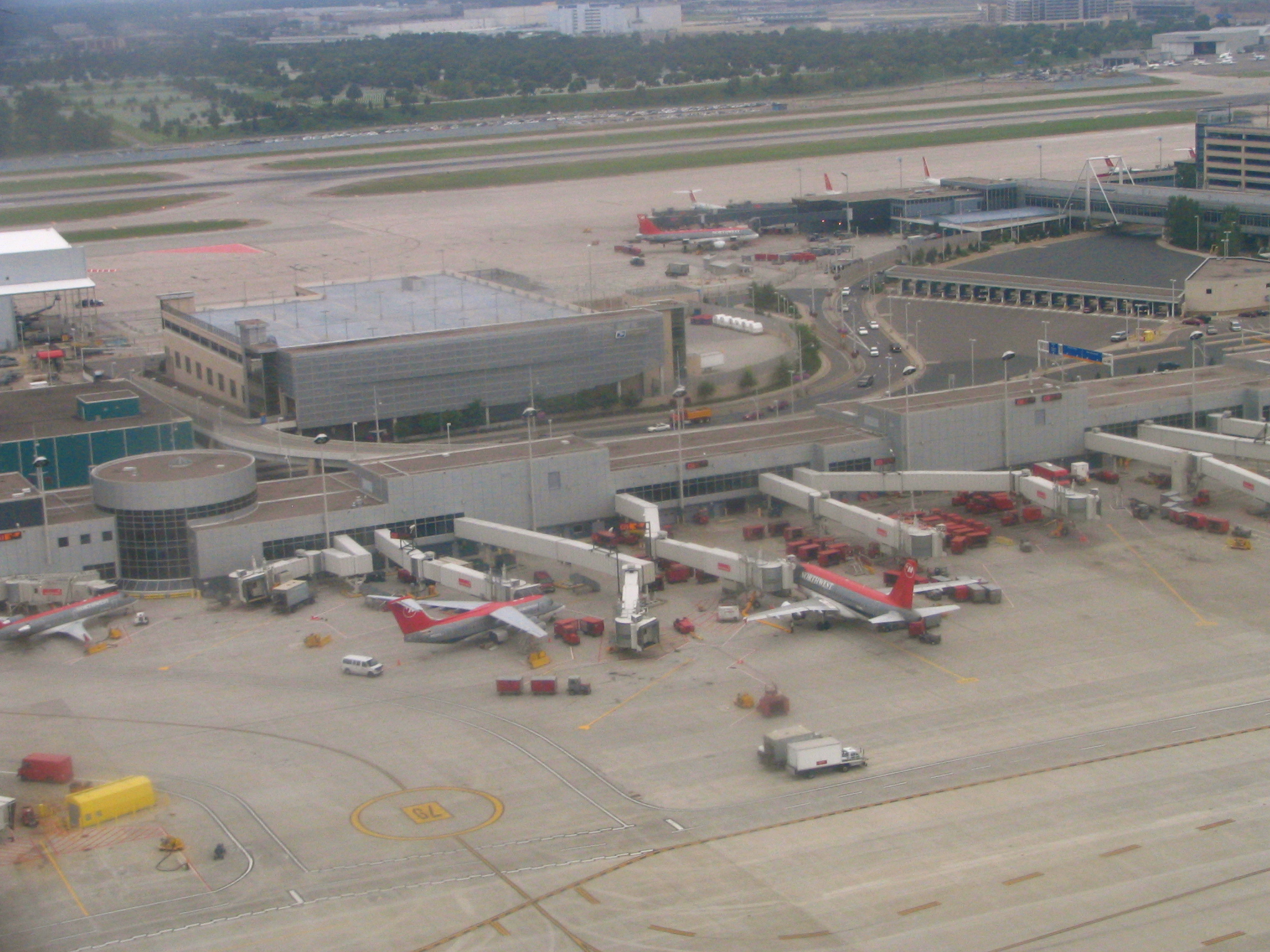
ミネアポリス・セントポール国際空港

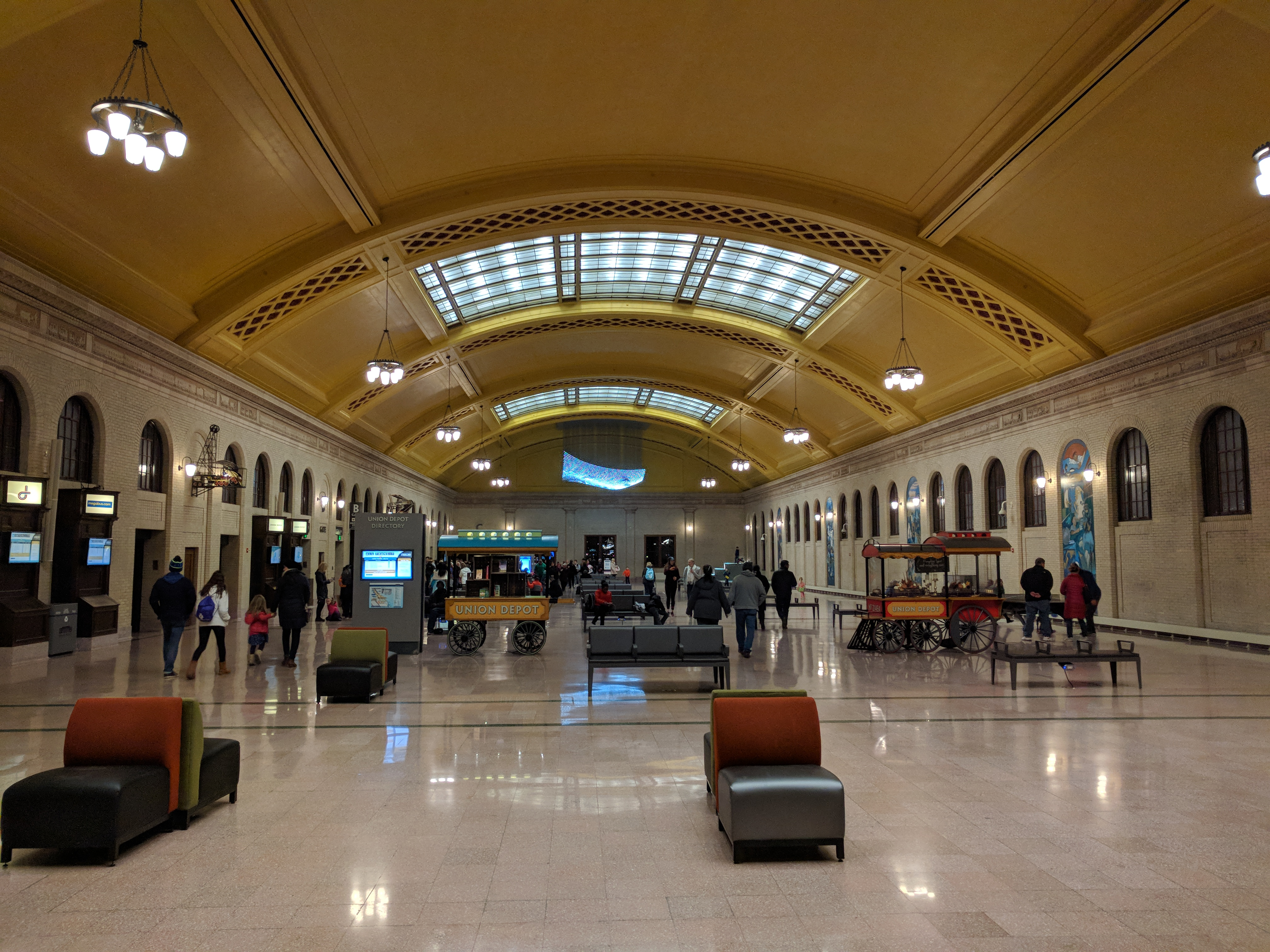
ユニオン駅　コンコース

セントポールの玄関口となる空港は市の南西約15kmに立地するミネアポリス・セントポール国際空港（IATA: MSP）である。同空港はデルタ航空のハブ空港の1つで、全米各地のみならず、日本の成田国際空港やオランダのアムステルダム・スキポール空港など世界各地の主要空港からも直行便がある。年間利用客数は3,500万人を超え、全米第12位である。また、ミシシッピ川の対岸にはセントポール・ダウンタウン空港がある。同空港は発着便数の多いミネアポリス・セントポール国際空港の補助的な役割を果たし、地元企業、航空学校、および陸軍の航空隊に利用されている。1970年代から1980年代にかけては、ミネアポリス・セントポール国際空港とセントポール・ダウンタウン空港との間にレイクステート航空の定期旅客便が飛んでいた。運賃は片道5ドル、往復10ドルであった。
2014年、ユニオン駅の改修工事が完了し、40年ぶりに旅客扱いが復活した。アムトラックの長距離列車、エンパイア・ビルダー号は、シカゴとシアトル・ポートランドとを結ぶ。また、ミネアポリスのライトレールのグリーンラインは、セントポールのミネアポリス・セントポール両市のダウンタウンを結ぶもので、ユニオン駅を東の起点/終点としている。
アメリカ合衆国内の他都市同様、ミネアポリス・セントポール都市圏における主な交通手段は自動車であるが、公共交通機関の整備も進んでいる。市の公共交通機関の主となっているのはメトロ交通局の路線バスである。同局は連節バス140台を含む821台のバスを所有し、ミネアポリス・セントポール両市およびその周辺に118系統のバス路線を縦横に走らせている。
ミネアポリス同様、セントポールにもダウンタウンのビルの2階を結ぶスカイウェイと呼ばれる屋内通路網がある。ミネアポリスほど大規模ではないものの、セントポールのスカイウェイはダウンタウンの25ブロックにわたり、総延長は8kmにおよぶ。スカイウェイによってミネソタの厳しい冬の寒さや雪を気にすることなくダウンタウンのビル間を行き来できるだけでなく、1階の車道を通る車と2階のスカイウェイを通る人との通行路の分離もなされている。
ミネアポリス・セントポール都市圏では2本の州間高速道路、I-35とI-94が交わる。I-35は州北東部のダルースに始まり、テキサス州のアメリカ=メキシコ国境まで合衆国中央部を南北に走る幹線である。ミネアポリス・セントポール都市圏内ではI-35は東西に分かれ、I-35Wはミネアポリスを、I-35Eはセントポールを通る。一方、I-94は東西に走る州間高速道路の中では最も北側を走っている。支線のI-494はミネアポリス・セントポール都市圏の外郭環状道路となっている。このほかにも、ミネアポリス・セントポール都市圏内には一部高速道路となっている国道、州道、市道をあわせて、都市圏中に高速道路が張り巡らされている。

## 教育

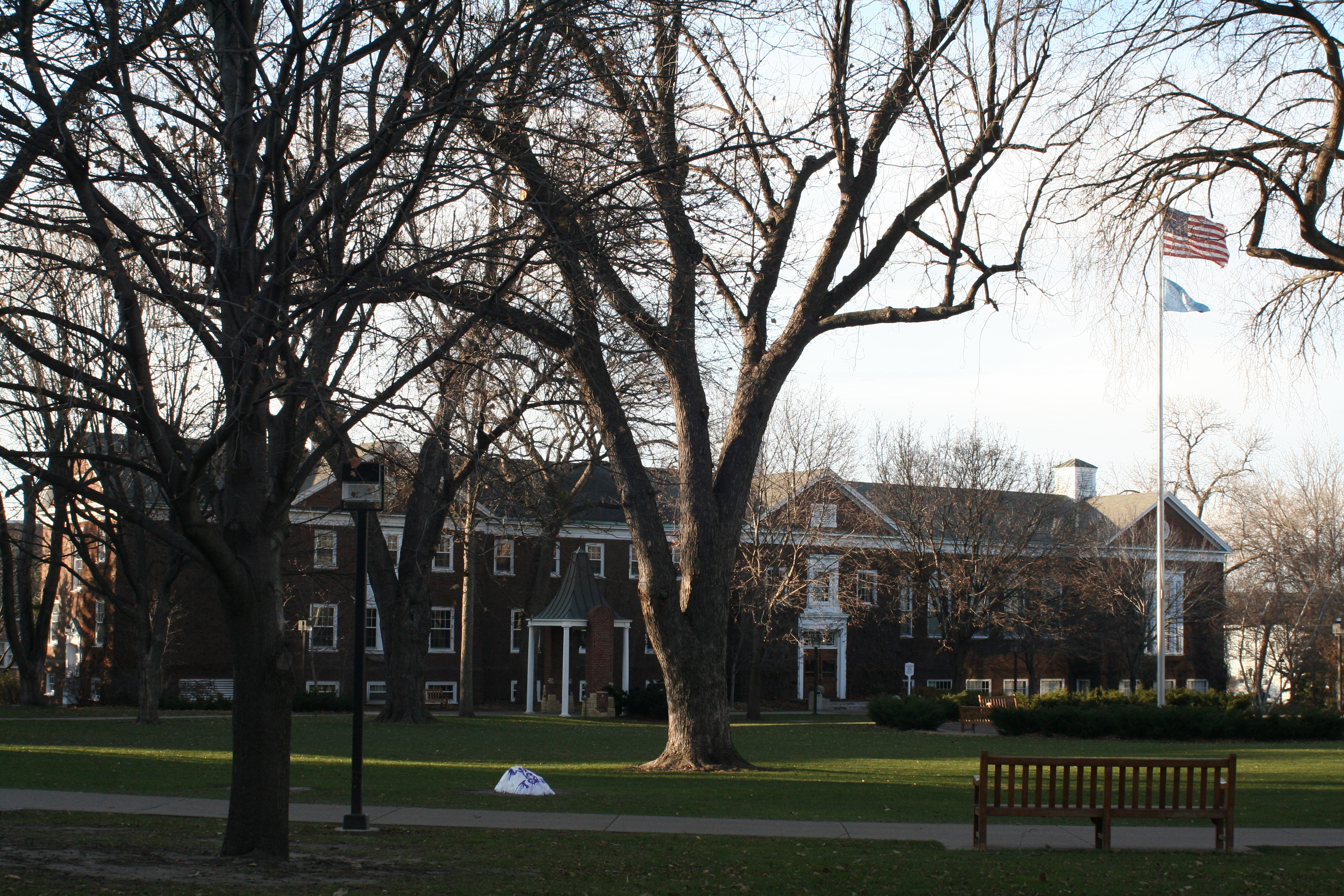
マカレスター大学

ミネソタ大学ツインシティー校はミネアポリスキャンパスに大半の学部を置いているが、セント・アンソニー公園の北東、セントポールの北西に隣接するファルコンハイツにもセントポールキャンパスを有している。セントポールキャンパスには農学部の建物が置かれ、これらを取り囲むように大学所有の農場がいくつかある。このほか、セントポールには以下の大学がキャンパスを置いている
- コンコーディア大学（英語版） - 1893年創立のルーテル教会系リベラル・アーツ・カレッジ。
- セント・キャサリン大学（英語版） - 1905年創立のカトリック系中規模私立女子大学。
- セント・トーマス大学（英語版） - 1885年創立のカトリック系私立総合大学。学部生・大学院生合わせて約11,000人の学生を抱え、ミネソタ州の私立大学としては最大規模である。
- ハムリン大学（英語版） - 1854年創立のメソジスト系リベラル・アーツ・カレッジ。
- マカレスター大学 - 1874年創立の私立リベラル・アーツ・カレッジ。長老派教会系のカレッジとして創立されたが、現在では特定の宗派に属していない。USニューズ&ワールド・レポート誌の大学ランキングでは、全米のリベラル・アーツ・カレッジの中で常に上位25位以内に入る評価を受けている[20]。

また、上記のほかにもセントポールには、ミネソタ州会議事堂の近くにキャンパスを置くセントポール大学、およびミネアポリスに本部を置くメトロポリタン州立大学の2つのコミュニティ・カレッジがある。市の南西、ミネソタ州知事官邸の近くにキャンパスを構えるウィリアム・ミッチェル法科大学院 は、J.D.の学位を授与する、ロー・スクールのみの大学院大学である。
セントポール公立学区は約42,000人の児童・生徒を抱える、州第2の規模を有する学区である。同学区内の児童・生徒は人種・民族的な多様性に富んでおり、母国語とする言語の数が70ヶ国語にのぼるが、多くの学校では英語、スペイン語、ミャオ語、ソマリ語の4ヶ国語のみが用いられている。同学区は小学校48校、中学校8校、高校7校、オルタナティブ・スクール3校、特別学校1校を有している。同学区内では6,500人以上の教師・職員が勤務している。そのほか、同学区は就学前教育や生涯教育の機会も提供している。2006年には、同学区は設立150周年を迎えた。
また、セントポールは私立学校やチャーター・スクールも数多く有している。1991年にミネソタ州のチャーター・スクール法が全米に先駆けて成立すると、翌1992年には、セントポールにシティ・アカデミーという全米初のチャーター・スクールが開校した。2007年現在、セントポール市内にはチャーター・スクールは21校、私立学校は38校ある。

## 文化

### 文化施設と名所

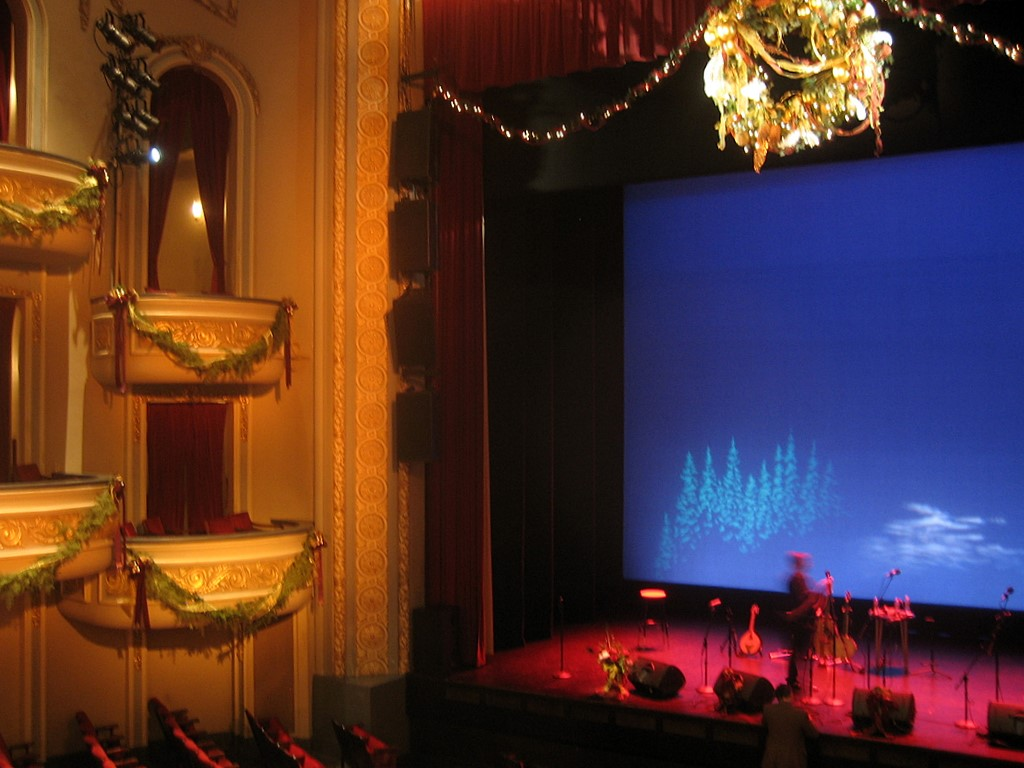
フィッツジェラルド・シアターの内部

ミネアポリスの劇場街にこそ及ばないものの、セントポールにもいくつかの劇場がある。中でも著名なのは、セントポールが生んだ文豪F・スコット・フィッツジェラルドの名を冠したフィツジェラルド・シアター である。同劇場は1910年に建てられた、セントポール市内で最古の劇場である。当初はワールド・シアターという名称であったが、1994年に現在の名称に改められた。1995年には国の史跡に指定された。同劇場では演劇のほか音楽のコンサートやバレエの公演が行われている。また、ダウンタウンにはオードウェイ演技芸術センター が立地する。同センターは1985年に音楽用のホールとして建てられたが、2000年に多目的ホールへと用途を変え、それに伴って現在の名称に改められた。同センターではミネソタ・オペラやセントポール・チャンバー・オーケストラ、シューバート・クラブといった地元の楽団をはじめ、ブロードウェイミュージカルのツアー公演も行っている。
オーケストラとして、1959年に設立されたセントポール室内管弦楽団がある。デニス・ラッセル・デイヴィス、ピンカス・ズーカーマン、クリストファー・ホグウッドといった著名な指揮者が指導してきた。
セントポールには博物館・美術館も数多く存在する。ミネソタ大学はセントポールキャンパス内にゴールドスタイン・デザイン美術館を有する。ミネソタ科学博物館は技術、自然科学、物理学、数学に関する展示物を展示している。ミネソタ交通博物館はミネソタ州会議事堂の北にあるジャクソン・ストリート転車台を保存し、博物館として公開している。この転車台は、もともとは1907年にグレート・ノーザン鉄道が設置したものであった。このほか、セントポールにはミネソタ子供博物館、シューバート・クラブ楽器博物館、ミネソタ・アメリカン・アート美術館、トレーシズ歴史文化博物館、ミネソタ歴史センターが立地している。

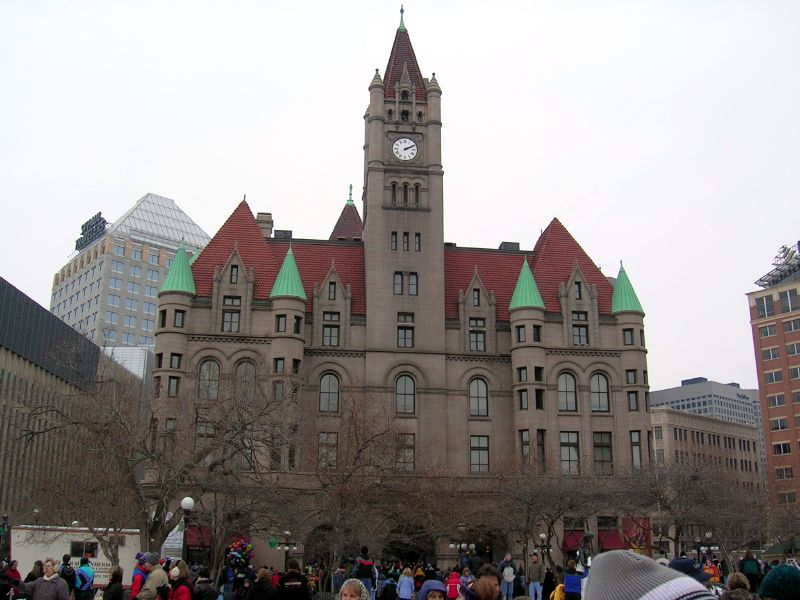
ランドマーク・センター

セントポール市内の歴史的な建造物としては、アレクサンダー・ラムジーの家、ジェームス・J・ヒルの家、フィッツジェラルドの家、フランク・B・ケロッグの家、ランドマーク・センターなどが残っている。ランドマーク・センターは1894年から1901年にかけて建てられたロマネスク調の建物で、連邦地方裁判所や郵便局として使われてきた。裁判所として使われていた時代には、ジョン・デリンジャー、マシンガン・ケリー、ベビーフェイス・ネルソンなどがここで裁かれた。1969年に国の史跡に指定され、1972年から1978年にかけて全体的な改装がなされた。改装後はミネソタ・アメリカン・アート美術館、ラムゼー郡歴史協会、シューバート・クラブが入居する、セントポールの芸術の中心地の1つとなっている。

### イベント
毎年労働者の日の2週間前から当日まで、ミネソタ大学セントポールキャンパスに隣接するステート・フェア会場ではミネソタ・ステート・フェアが開催される。このミネソタ・ステート・フェアは全米50州のステート・フェアの中で、総来場者数がテキサス州のステート・フェアに次いで2位という大規模なものである。会期中には家畜の品評会、芸術展、料理ショーが開かれ、模擬店では特大のコーンドッグなどさまざまな食品が売られる。また酪農振興の一環として、プリンセス・ケイ・オブ・ザ・ミルキーウェイというミスコンテストが開かれる。同コンテストの参加者は親か兄弟姉妹が酪農業に従事していることが条件とされ、容姿だけでなく、コミュニケーション能力、酪農業界の知識、酪農業のプロモーションへの関心も評価基準とされる。
夏のビッグ・イベントがステート・フェアなら、冬の代表的なイベントはセントポール・ウィンター・カーニバルである。このカーニバルは、1885年にニューヨーク・タイムズの記者によって「セントポールはシベリアのようだ。冬には人間が住むに適さない。」と書き立てられ、州都がそのような攻撃的言辞を受けたことへの反発として生まれた。メイン会場には「氷の城」をはじめとする数々の氷像が制作され、各種のパレードも繰り広げられる。また、イベントとしての「王室」も選定される。

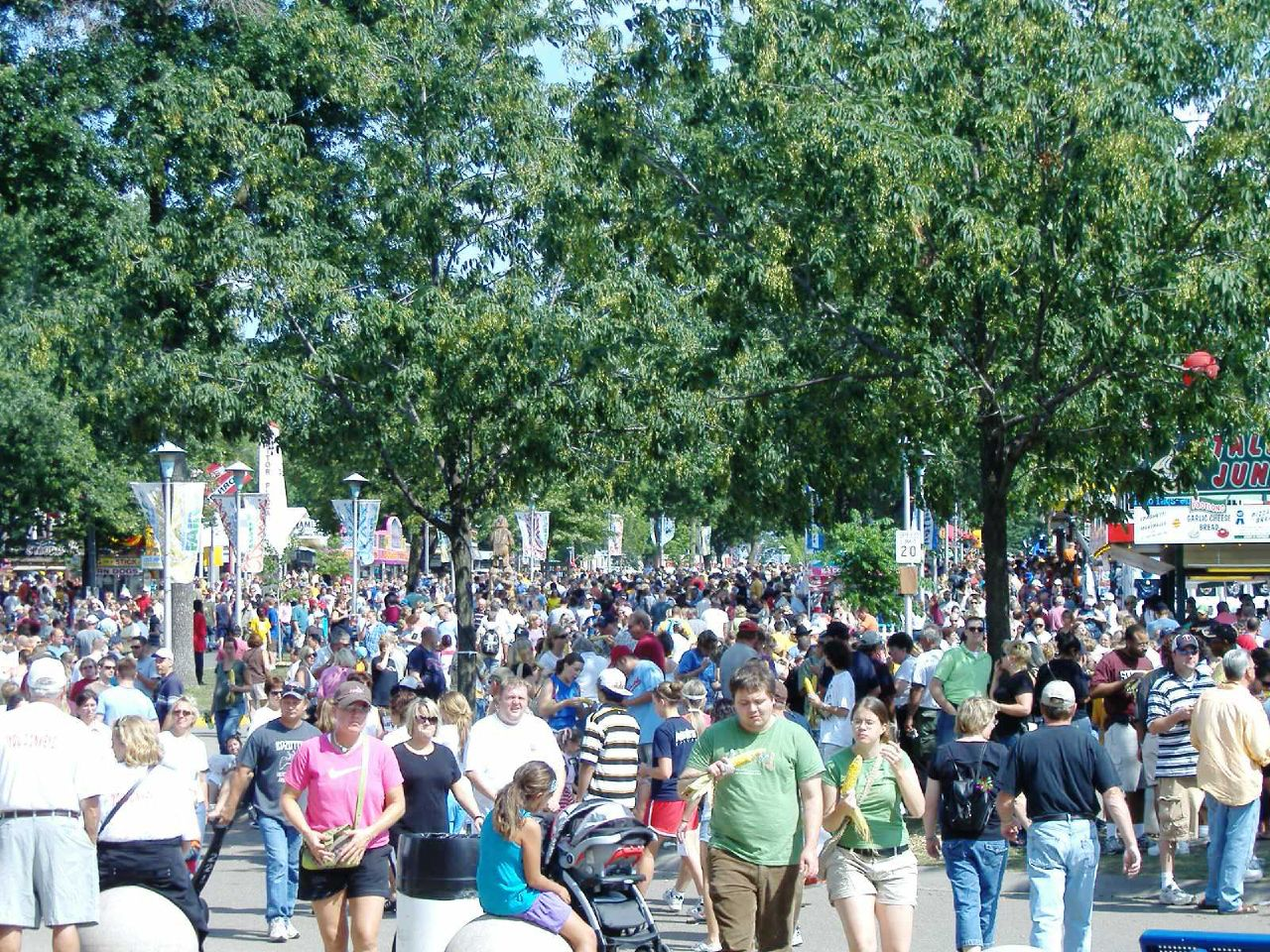
ミネソタ・ステート・フェアでの賑わい
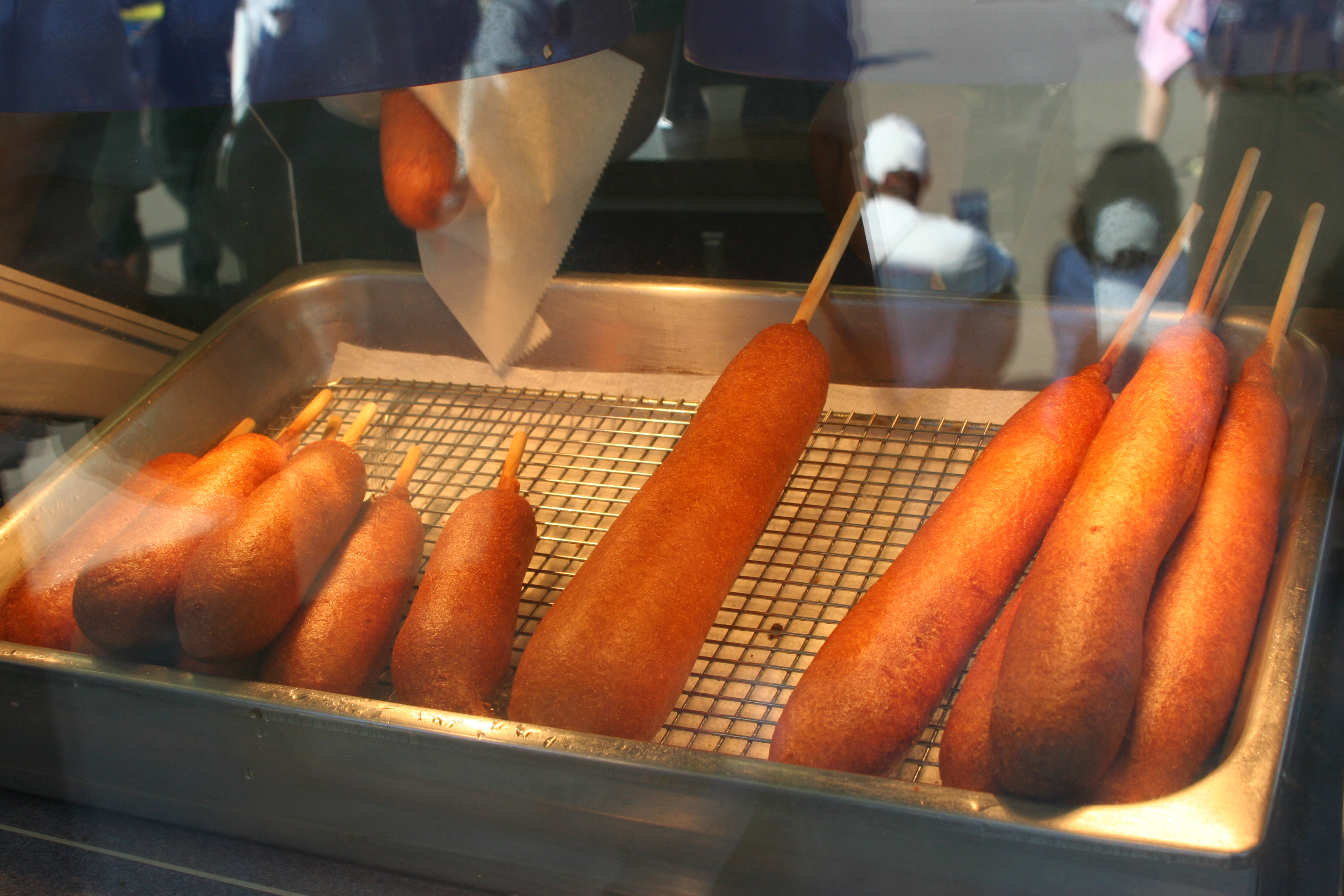
ステート・フェアで売られる特大のコーンドッグ（右）/左は通常サイズ
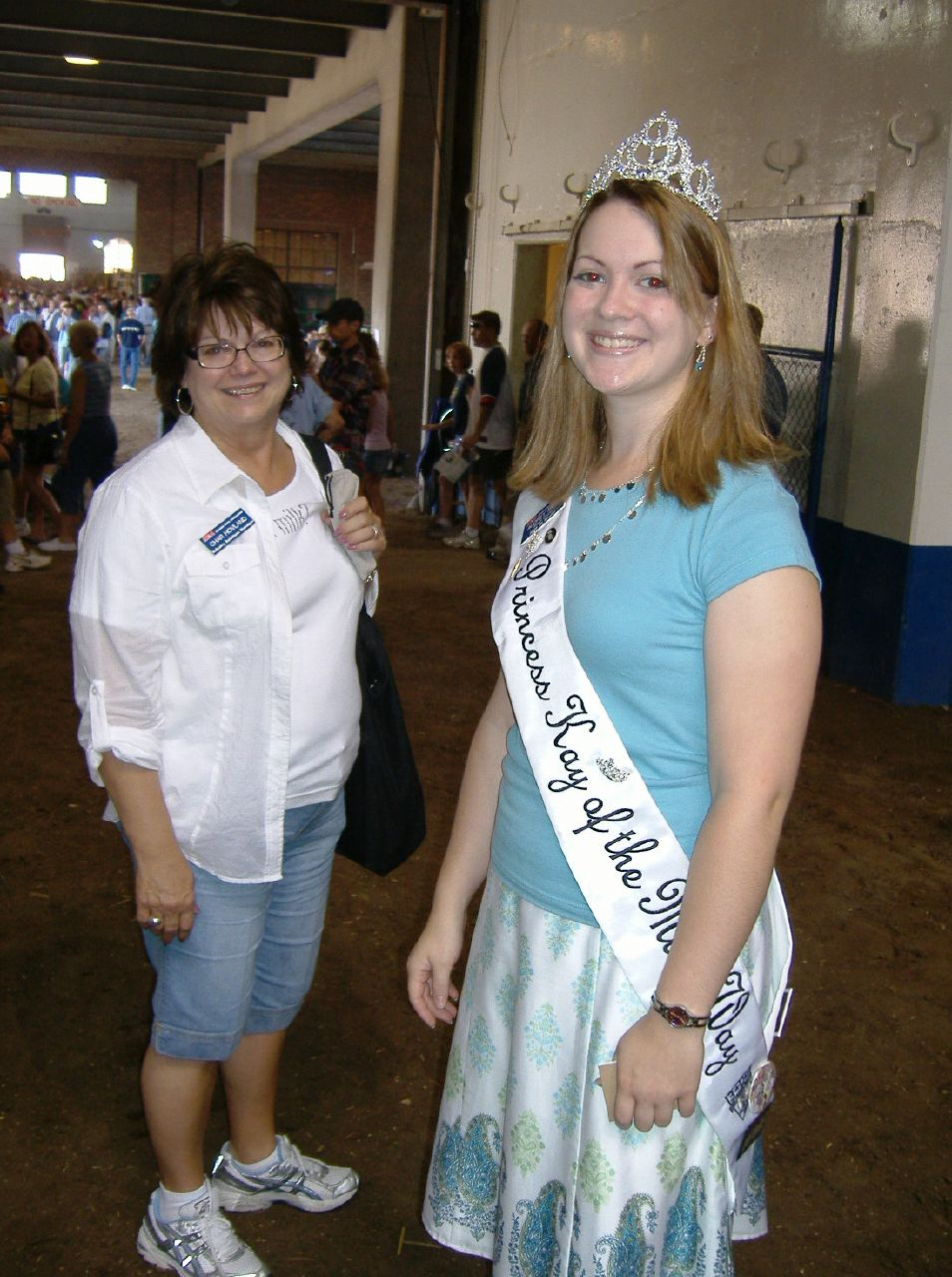
2006年のプリンセス・ケイ・オブ・ザ・ミルキーウェイ
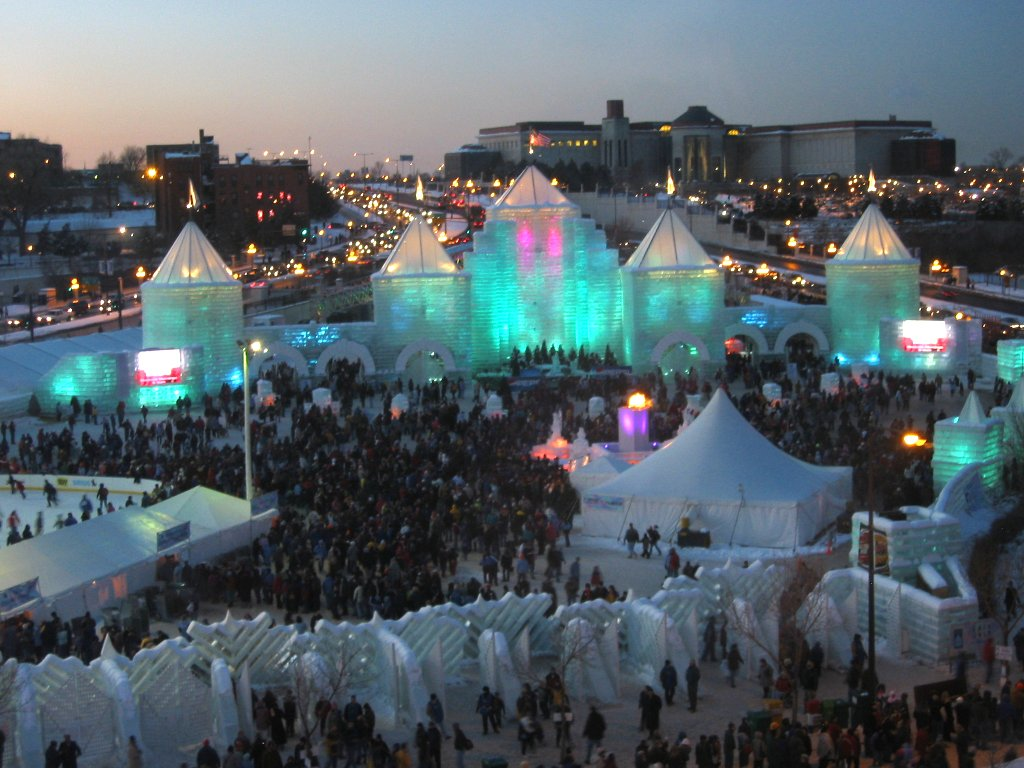
2004年のウィンター・カーニバルで制作された氷の城

### スポーツ

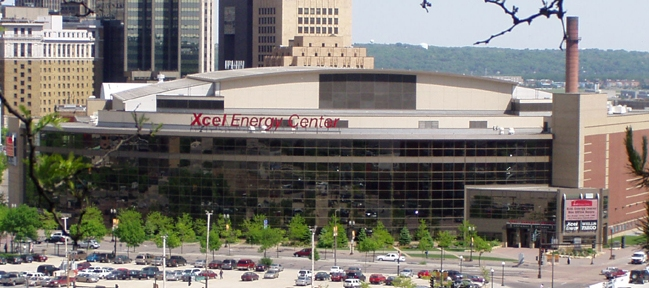
エクセル・エナジー・センター

MLBのミネソタ・ツインズ、NFLのミネソタ・バイキングス、NBAのミネソタ・ティンバーウルブズ、と、ツイン・シティズにおけるメジャースポーツはほとんどがミネアポリスに集中している。セントポール側に本拠を置くメジャースポーツのチームはNHLのミネソタ・ワイルド、メジャーリーグサッカーのミネソタ・ユナイテッドのみである。ワイルドはエクセル・エナジー・センターを本拠としている。そのほかにセントポールに本拠を置くスポーツチームとしては、かつて独立リーグのアメリカン・アソシエーションに属し、現在は前述のミネソタ・ツインズ傘下でAAA級のマイナーリーグに所属する野球チームであるセントポール・セインツ、ラクロスのミネソタ・スワーム、プレミアバスケットボールリーグのミネソタ・リップニーズが挙げられる。

### メディア
スター・トリビューンをはじめ、ツイン・シティズにおける主要なメディアはほとんどがミネアポリスに集中している。セントポールでは日刊紙セントポール・パイオニア・プレス、週刊の地域紙イーストサイド・レビューに加え、いくつかの月刊紙が刊行されている。セントポール・イラストレイテッド誌は「セントポール」の名を冠してはいるが、実際には南郊のブルーミントンで発行されている。

## 人口動態
セントポールは人口の約2/3を白人が占めてはいるものの、ミネアポリス同様人種の多様性に富んだ都市である。セントポールで最も多いのはドイツ系の住民で、人口の20.1%を占める。アイルランド系（9.0%）、ノルウェー系（7.0%）がこれに次ぐ。また、セントポールは都市部におけるものとしては世界最大級のミャオ族のコミュニティを有している。アジア系の人口は総人口の約1/8にのぼり、そのほとんどはミャオ系やベトナム系である。

### 人口推移
以下にセントポール市における1860年から2010年までの人口推移をグラフおよび表で示す。
| 統計年 | 人口      |
| ------ | --------- |
| 1860年 | 10,401人  |
| 1870年 | 20,030人  |
| 1880年 | 41,473人  |
| 1890年 | 133,156人 |
| 1900年 | 163,065人 |
| 1910年 | 214,744人 |
| 1920年 | 234,698人 |
| 1930年 | 271,606人 |
| 1940年 | 287,736人 |
| 1950年 | 311,349人 |
| 1960年 | 313,411人 |
| 1970年 | 309,980人 |
| 1980年 | 270,230人 |
| 1990年 | 272,235人 |
| 2000年 | 287,151人 |
| 2010年 | 285,068人 |

## 姉妹都市
セントポールは以下の11都市と姉妹都市提携を結んでいる。
- 長崎市（日本・長崎県） - 1955年より。日本史上最初の姉妹都市提携。
- クリアカン（メキシコ） - 1983年より
- シウダード・ロメロ（エルサルバドル） - 1991年より
- 長沙（中華人民共和国） - 1987年より
- ティベリアス（イスラエル） - 1996年より
- ノイス（ドイツ） - 1999年より
- ノボシビルスク（ロシア） - 1989年より
- ハデラ（イスラエル） - 1981年より
- マンサニージョ（メキシコ） - 2002年より
- モデナ（イタリア） - 1989年より
- ラワーイカンプ（南アフリカ共和国） - 1988年より